# Gignod
Gignod (arpità Dzegnoù) és un municipi italià, situat a la regió de Vall d'Aosta. L'any 2007 tenia 1.436 habitants. Limita amb els municipis d'Allein, Aosta, Doues, Étroubles, Roisan, Saint-Oyen, Saint-Pierre, Saint-Rhémy-en-Bosses i Sarre.

## Administració
| Període | Identitat     | Partit        |
| ------- | ------------- | ------------- |
| 2005-   | Claudio Bredy | Llista cívica |

## Personatges il·lustres
- Maria Ida Viglino, mestra i política valldostana.

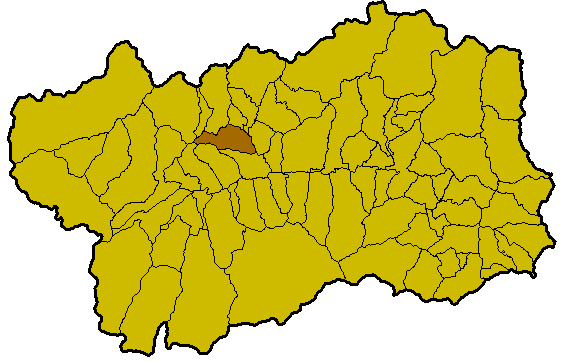
Situació de Gignod a la Vall